# Larus michahellis

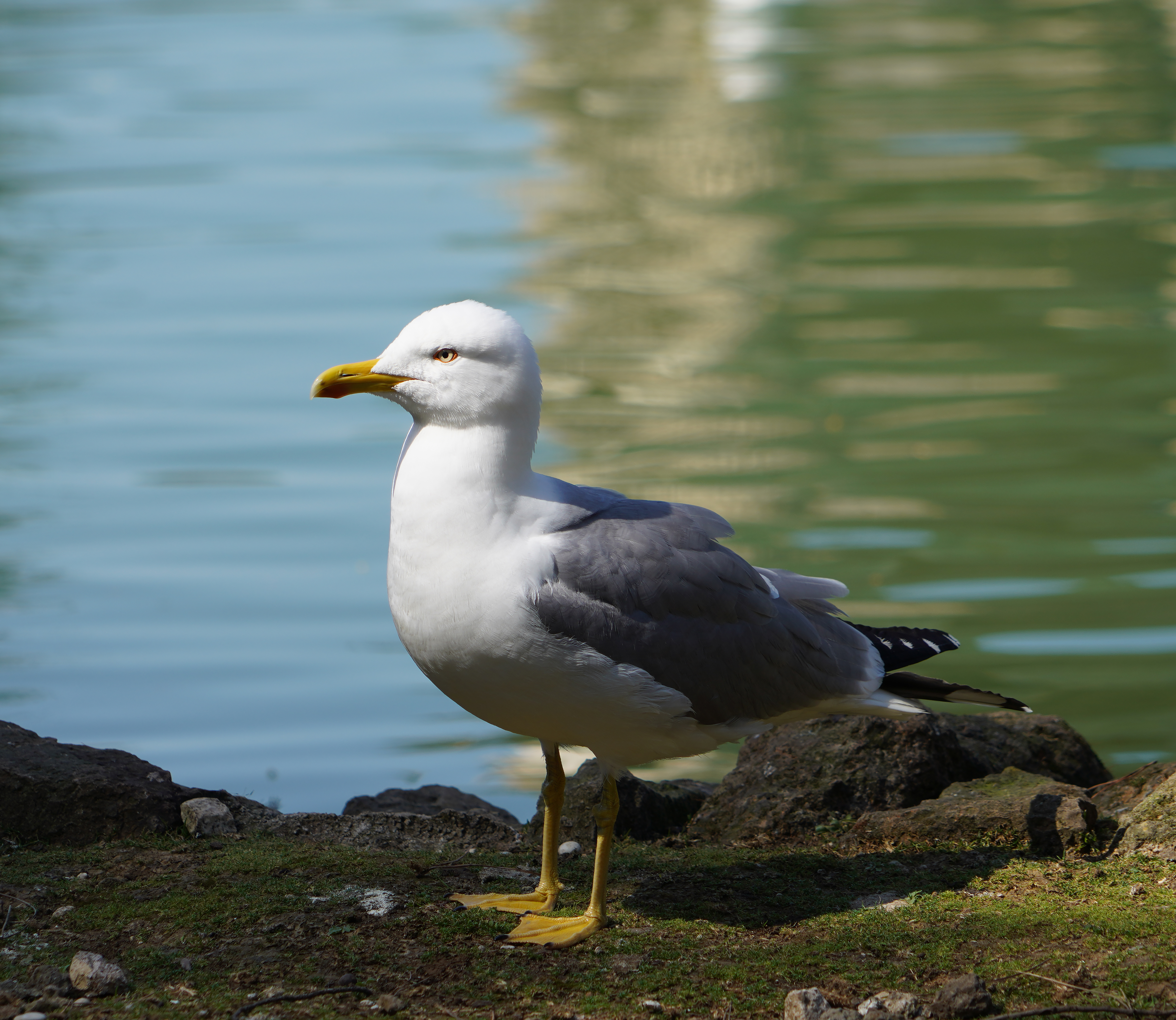
L. michahellis in Locarno, Svizzera

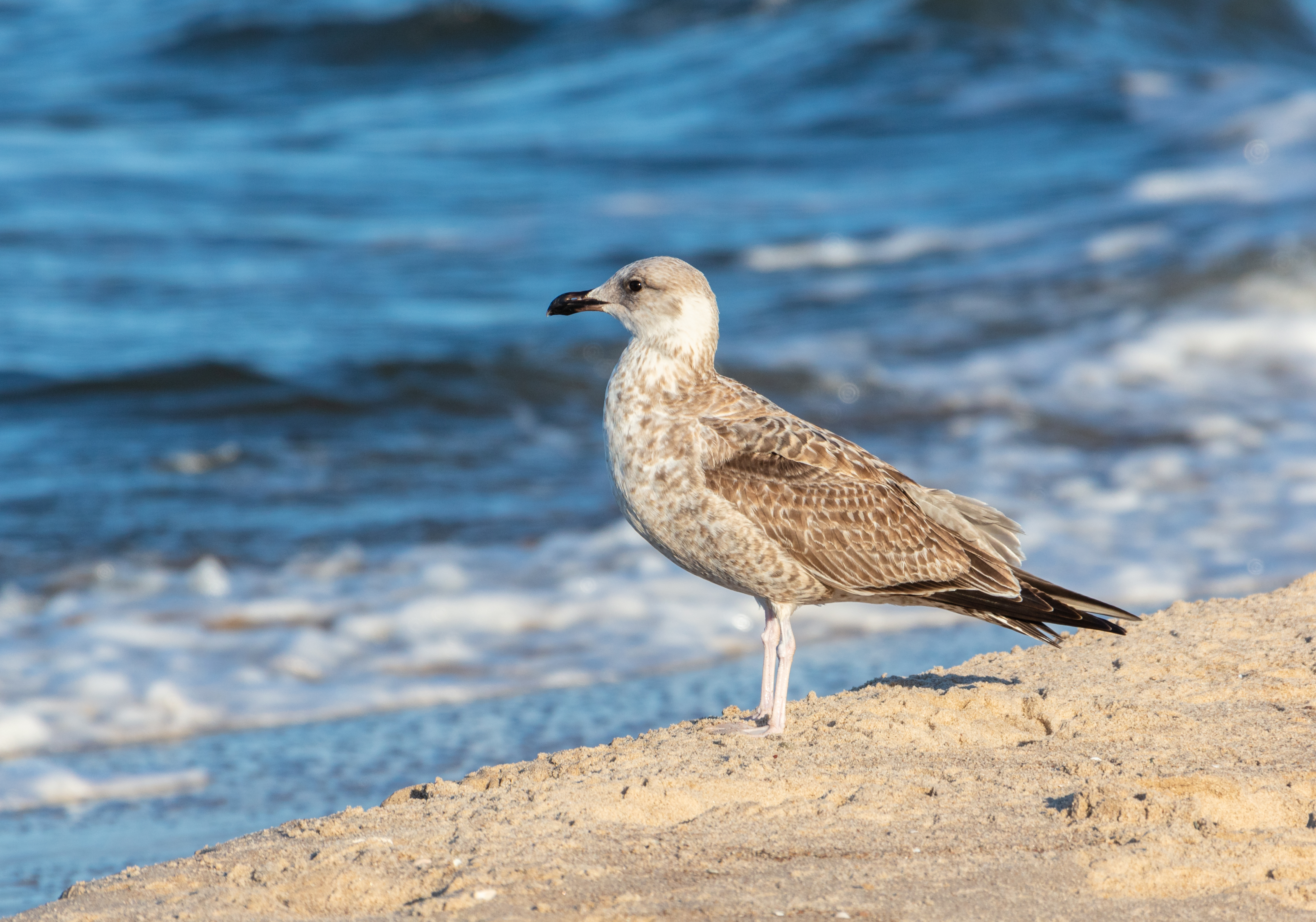
Esemplare giovane

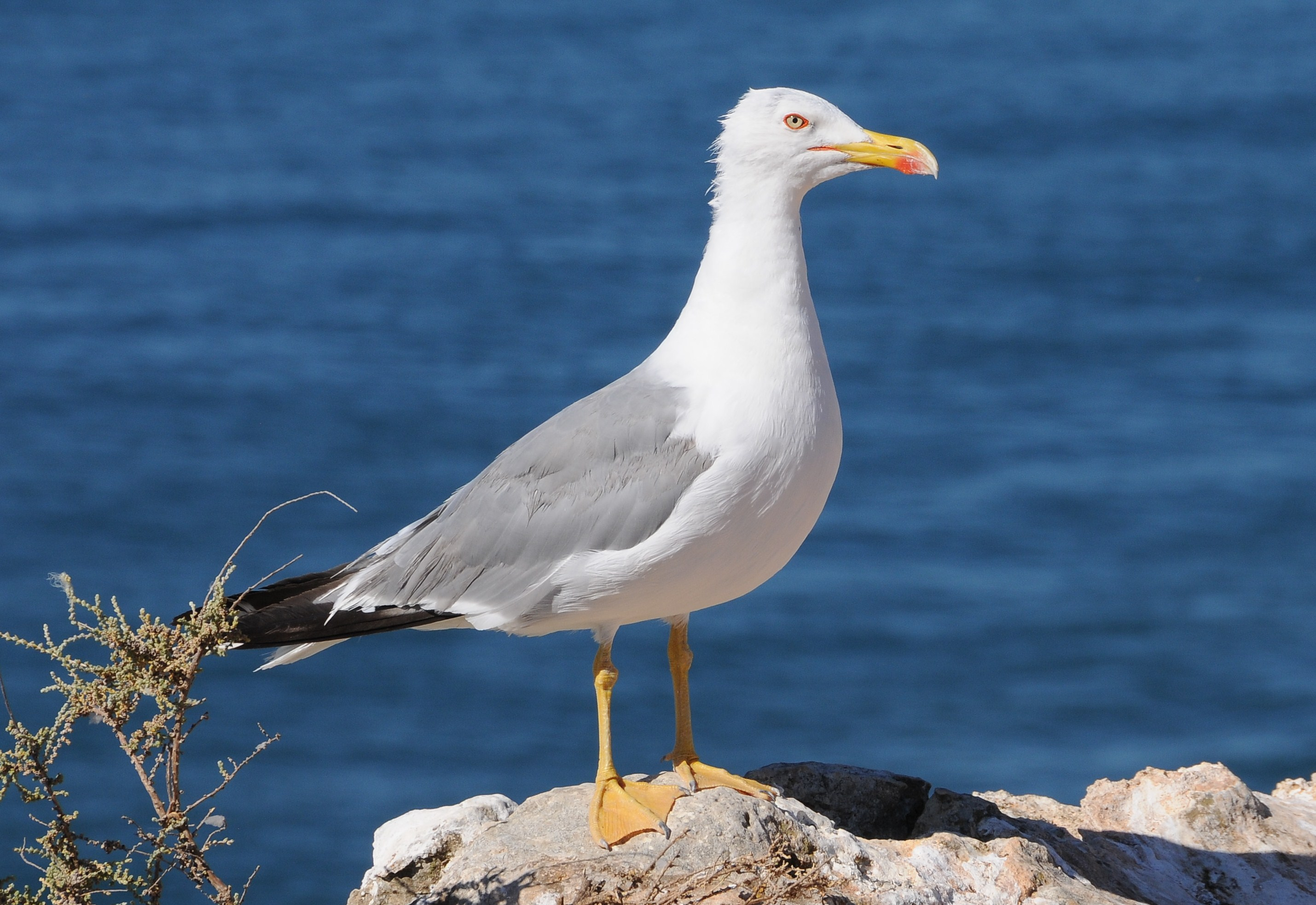
A Ferragudo, Portogallo

Il gabbiano reale zampegialle (o gabbiano reale mediterraneo) (Larus michahellis Naumann, 1840) è un uccello caradriiforme appartenente alla famiglia Laridae.

## Descrizione
Il gabbiano reale zampegialle è un uccello di grosse dimensioni dalla corporatura massiccia; ha una lunghezza di 52–58 cm e un'apertura alare di 120–140 cm.
Nell'adulto le parti superiori sono grigie e la testa, le parti inferiori e la coda bianche.
Le punte delle ali sono nere con le estremità bianche.
Possiede un becco massiccio giallo con una macchia rossa nella mandibola inferiore e zampe gialle con piedi palmati.
I giovani hanno una colorazione completamente diversa: sono grigio-marroni, hanno le zampe grigie e la colorazione della testa variabile dal bianco striato di grigio a completamente scura.
Si può confondere con il gabbiano reale nordico (Larus argentatus), con il quale convive in alcune zone riproduttive, e con il gabbiano del Caspio (Larus cachinnans). Il gabbiano zampegialle tuttavia è caratterizzato da una livrea chiara e risulta più leggero del gabbiano reale nordico.

## Biologia

### Voce
Il gabbiano reale zampegialle può emettere una grande varietà o serie di schiamazzi e stridii, ognuno dei quali trasmette agli altri gabbiani un messaggio diverso. I pulcini emettono invece un pigolio molto acuto facilmente riconoscibile.

### Alimentazione
I gabbiani reali zampegialle, come la maggior parte dei laridi, mangiano pesci, ratti, animali morti e scarti dell'alimentazione umana. Da qualche decennio hanno imparato a trovare cibo nelle discariche urbane, ma prelevano i rifiuti anche dai cassonetti dell'immondizia. Mangiano anche uccelli che possono catturare in volo (come piccioni, storni e rondoni), o prelevano uova e pulcini dai nidi.

### Riproduzione

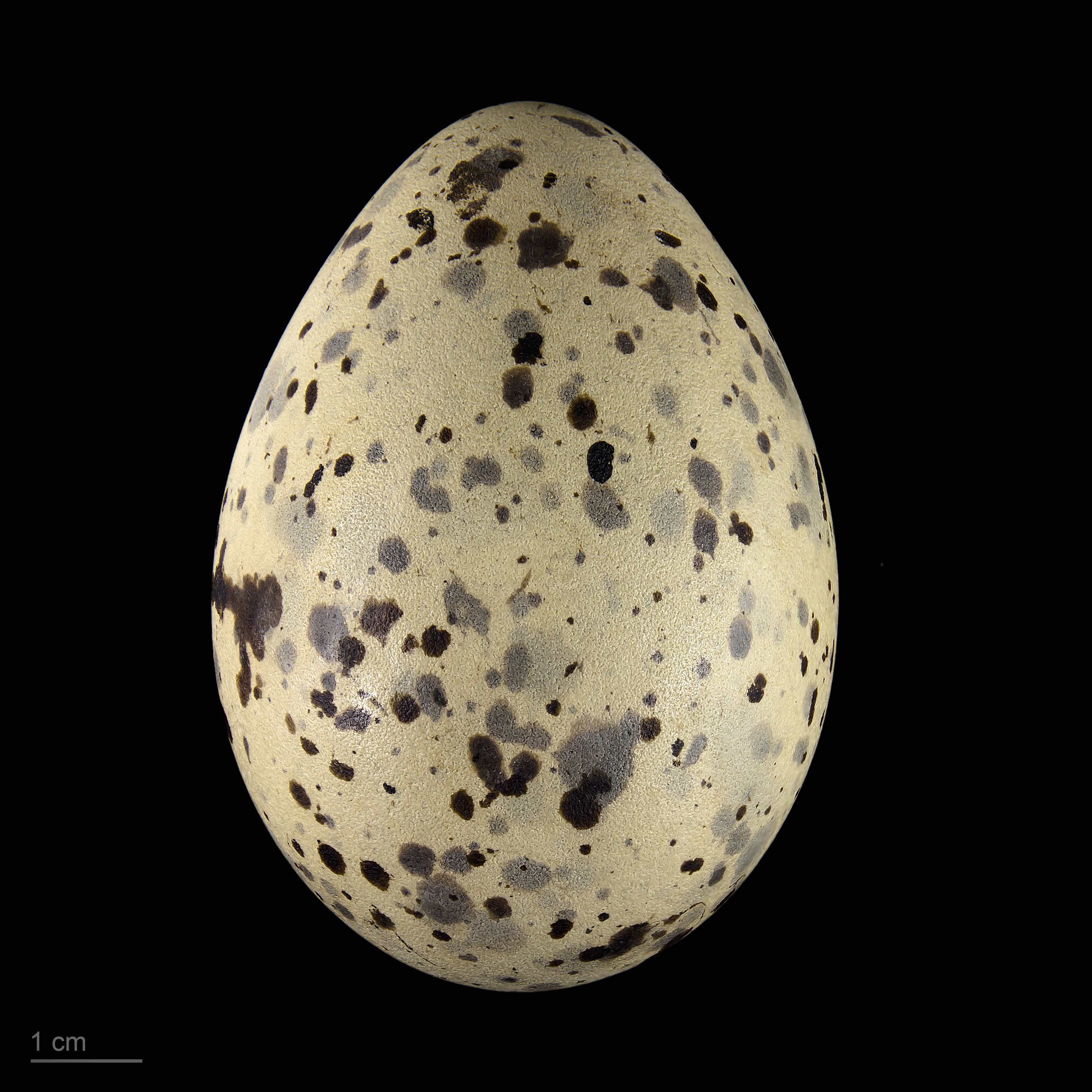
Larus michahellis atlantis

Costruiscono un nido costituito da un ammasso disordinato di vegetali su una superficie piana (solitamente sulle scogliere) dove depongono di norma tre uova, poco più grandi di un uovo di gallina con una colorazione criptica marrone screziata di nero.
Negli ultimi anni i gabbiani reali zampegialle, i gabbiani reali nordici e gli zafferani hanno cominciato a nidificare nei centri abitati. È questo il motivo del loro successo riproduttivo; in città, infatti, trovano luoghi ideali per nidificare, grandi quantità di cibo e assenza di predatori.

## Distribuzione e habitat
Il Gabbiano reale mediterraneo è specie endemica diffusa attraverso l'intero bacino, da Gibilterra alla Turchia; alcune coppie si sono recentemente riprodotte anche in Nord Europa; presente anche sulle coste atlantiche del Marocco e con la sottospecie atlantis alle isole Canarie e Azzorre; in Italia nidifica diffusamente sulla costa e all'interno nei suoi habitat variati, comprese le città in cui sceglie tetti e terrazzi non frequentati. Nella Sila (Appennino calabro) è presente una colonia nidificante tra le quote più elevate d'Italia 

## Tassonomia
È stato recentemente diviso dal Gabbiano del Caspio (Larus cachinnans) ed elevato al rango di specie: vengono distinte due sottospecie:
- Larus michahellis michahellis Naumann, 1840 - Europa occidentale e meridionale, Africa nord-occidentale, Mediterraneo
- Larus michahellis atlantis Dwight, 1922 - Azzorre, Madera e Canarie